# MM70FE
MM70FE bezeichnet einen Schiffstyp von Doppelendfähren. Von dem Schiffstyp wurden zwei Einheiten für die portugiesische Reederei Atlantic Ferries gebaut.

## Geschichte
Bauwerft war die norwegische Fiskerstrand Verft in Fiskarstrand. Die Rümpfe der Schiffe wurde von der Werft Western Baltija Shipbuilding in Klaipėda zugeliefert.
Die Fähren verkehren zwischen Setúbal und der Halbinsel Tróia.
Der Schiffsentwurf stammte vom Schiffsarchitekturbüro Multi Maritime in Førde.

## Beschreibung
Die Fähren werden von zwei Caterpillar-Dieselmotoren des Typs C32 DITA mit jeweils 820 kW Leistung angetrieben. Die Motoren wirken auf zwei Schottel-Propellergondeln des Typs STP 440 mit Twin-Propellern, von denen sich je eine an den beiden Enden der Fähren befindet. Für die Stromerzeugung stehen zwei von Caterpillar-Dieselmotoren des Typs C9 ACERT mit jeweils 172 kW Leistung angetriebene Generatoren zur Verfügung.
Die Fähren verfügen über ein durchlaufendes Fahrzeugdeck mit herunterklappbaren Rampen an beiden Enden. Auf dem Fahrzeugdeck stehen fünf Fahrspuren zur Verfügung; die drei mittleren Fahrspuren sind durchgehend, die beiden seitlichen in der Mitte unterbrochen. Das Fahrzeugdeck ist im mittleren Bereich überbaut. Hier steht ein Sonnendeck zur Verfügung, auf das mittig Decksaufbauten mit Räumen für die Schiffsbesatzung und Betriebsräumen sowie dem Steuerhaus aufgesetzt sind.
Die nutzbare Durchfahrtshöhe beträgt 4,2 m, die maximale Achslast 10 t. Die Passagierkapazität beträgt 500 Personen. Die Fähren können 50 Pkw befördern.

## Schiffe
| MM70FE      | MM70FE    | MM70FE     | MM70FE                                          |
| Bauname     | Baunummer | IMO-Nummer | Kiellegung Stapellauf Ablieferung               |
| ----------- | --------- | ---------- | ----------------------------------------------- |
| Rola Do Mar | 55        | 9418212    | 20. November 2006 25. Februar 2007 4. Juli 2007 |
| Pato Real   | 56        | 9418224    | 21. November 2006 31. März 2007 4. Juli 2007    |

Die Fähren werden unter der Flagge Portugals mit Heimathafen Setúbal betrieben. Benannt sind sie nach Vögeln: Die Rola Do Mar nach dem Steinwälzer, die Pato Real nach der Stockente.